# Rostratulidae

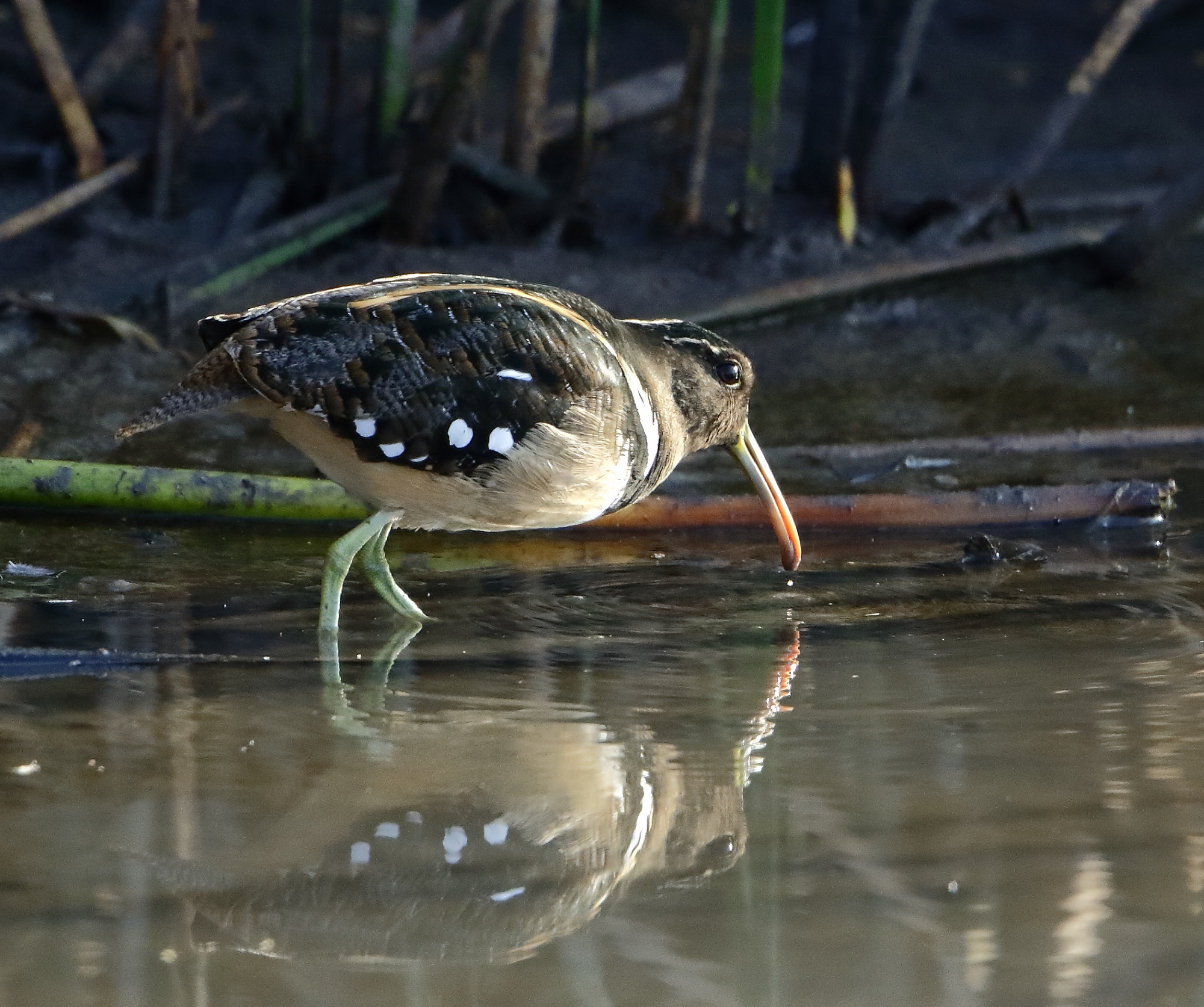
Beccaccia dorata sudamericana
(Nycticryphes semicollaris).

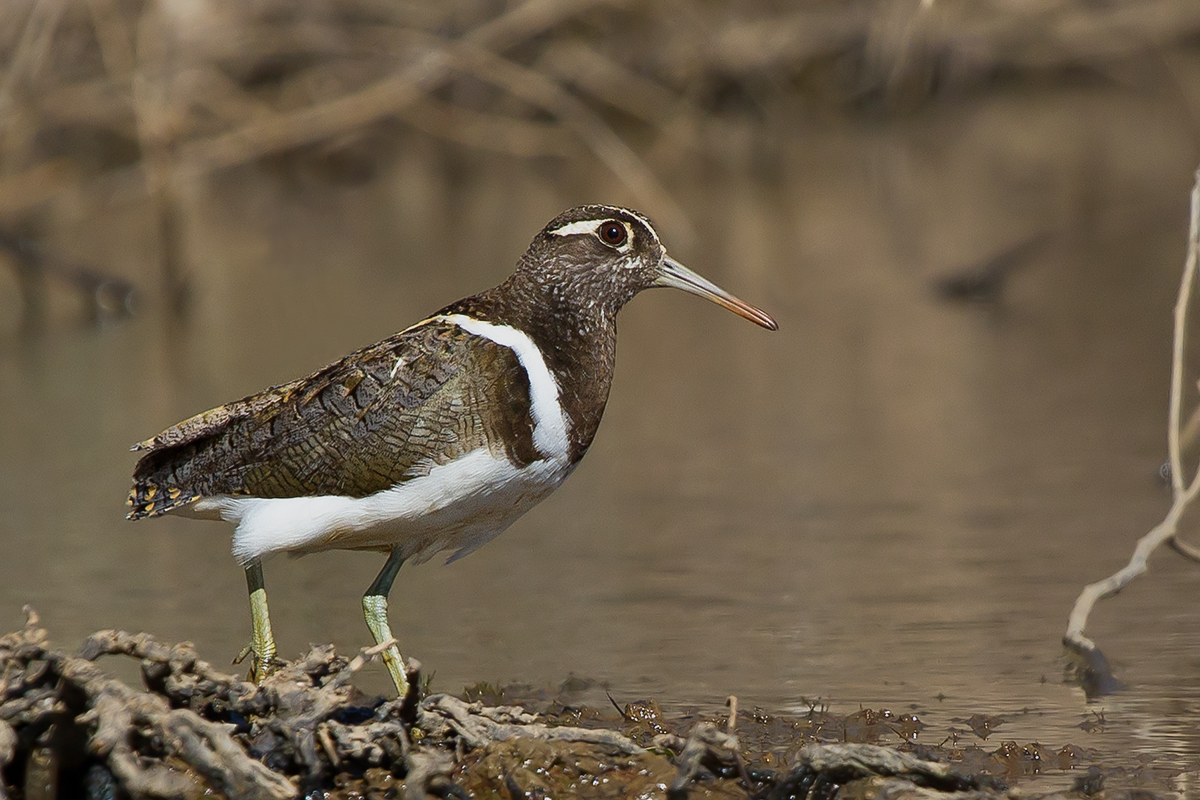
Beccaccia dorata australiana
(Rostratula australis).

Le beccacce dorate (Rostratulidae Mathews, 1911) sono una famiglia dell'ordine dei Caradriiformi (Charadriiformes). La famiglia comprende tre specie ripartite in due generi, che differiscono molto nell'aspetto e, soprattutto, nel modo di vivere.

## Descrizione
Le beccacce dorate hanno la tipica sagoma di un beccaccino. Sono uccelli di medie dimensioni (lunghezza fino a 28 cm) dotati di un lungo becco che si curva leggermente verso il basso. Si distinguono dai veri beccaccini per il loro piumaggio più colorato, la coda più corta e le zampe lunghe, che in volo vengono tenute penzoloni sotto il corpo come nei ralli. Volano procedendo in maniera lenta e goffa, raramente su grandi distanze e quasi mai ad altezze superiori ai 10 m. Le zampe, molto lunghe, terminano con dita lunghe e allargate. Grazie alla loro ampia superficie, impediscono all'animale di affondare nel terreno fangoso. La beccaccia dorata sudamericana possiede degli abbozzi di membrane interdigitali, assenti nelle altre due specie. Tutte le beccacce dorate, comunque, sono in grado di nuotare, ma solo raramente sfruttano questa capacità.
Tutte le specie presentano sorprendenti somiglianze nella colorazione del piumaggio: tutte hanno un anello bianco intorno agli occhi che continua verso la parte posteriore della testa. Nel piumaggio predominano i toni rosso-bruni con riflessi metallici. Le parti inferiori sono bianche in tutte le specie.
Una caratteristica particolare del genere Rostratula, del Vecchio Mondo, è l'inversione di dimorfismo sessuale: le femmine sono più grandi, più pesanti e più colorate dei maschi. Nella beccaccia dorata sudamericana, al contrario, non c'è alcun dimorfismo sessuale esternamente visibile.

## Distribuzione e habitat
Le beccacce dorate occupano un areale molto ampio. La beccaccia dorata maggiore è diffusa in gran parte dell'Africa e nell'Asia meridionale, orientale e sud-orientale. La beccaccia dorata australiana è presente solamente nella metà orientale dell'Australia. La beccaccia dorata sudamericana abita la metà settentrionale di Argentina e Cile e l'estremità meridionale del Brasile, così come il Paraguay e l'Uruguay.
Le beccacce dorate sono legate all'acqua, quindi si incontrano in paludi, pianure alluvionali o distese di acqua stagnante, spesso ricoperte da una fitta vegetazione e con acqua poco profonda. Anche le risaie costituiscono un habitat ideale.

## Biologia

### Comportamento
Al di fuori della stagione riproduttiva, le beccacce dorate conducono un'esistenza solitaria. Sono attive principalmente all'alba e al tramonto e anche di notte, quando c'è luna piena. In casi eccezionali la beccaccia dorata maggiore e quella australiana vengono avvistate anche in pieno giorno, ma la beccaccia dorata sudamericana mai.

### Alimentazione
In quanto onnivore, le beccacce dorate mangiano sostanze sia di origine animale che vegetale. Per quanto riguarda la dieta animale, la maggior parte di essa è costituita da invertebrati, quali insetti acquatici, lumache, vermi e crostacei. Tra le sostanze vegetali predominano le graminacee, comprese specie coltivate come il riso. Quando vanno in cerca di cibo, sondano attentamente il terreno fangoso con il becco, girando costantemente in cerchio.

### Riproduzione

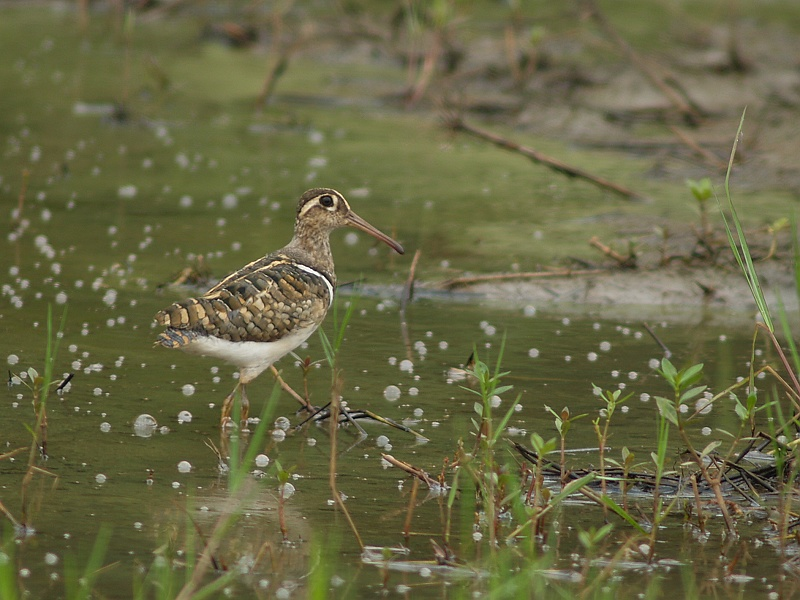
Il maschio di beccaccia dorata maggiore ha una colorazione molto meno vistosa della femmina.

I due generi della famiglia hanno stretegie riproduttive completamente diverse. In Rostratula prevale la poliandria: solo quando la densità di popolazione è molto bassa si verificano casi di monogamia. Le coppie di beccaccia dorata sudamericana, invece, sono sempre monogame.
In Rostratula la femmina si accoppia con due-quattro maschi e di solito non è coinvolta nella costruzione del nido, nell'incubazione e nell'allevamento dei piccoli. Dopo aver deposto le uova, non si prende più cura della prole, ma continua a difendere il territorio in cui si trovano i maschi con cui si riproduce. Al contrario, nella beccaccia dorata sudamericana i due partner condividono tutti i compiti parentali. La stessa divisione dei compiti tra i partner, tuttavia, è presente anche nei pochi casi di coppie monogame di Rostratula.
Il nido è una piccola cavità rivestita di materiale vegetale morbido. Le covate sono composte da due a cinque uova: quelle della beccaccia dorata maggiore sono più numerose di quelle della beccaccia dorata sudamericana. L'incubazione dura da 15 a 20 giorni. I pulcini sono nidifugi.

## Evoluzione
Una specie fossile risalente all'Eocene, Rhynchaeites messelensis, venne in un primo momento considerata una beccaccia dorata, ma in seguito è stata giustamente considerata un piccolo ibis. La prima specie fossile ascrivibile con certezza a questa famiglia è stata Rostratula minator del Pliocene del Sudafrica; questa specie era più piccola di una beccaccia dorata maggiore, ma più grande di una beccaccia dorata sudamericana. È nota anche una specie europea, Rostratula pulia; vissuta nel Miocene, ne sono stati rinvenuti i resti nella Repubblica Ceca.

## Tassonomia
Oggi è opinione comune, soprattutto a causa delle differenze significative nello stile di vita e nella morfologia, assegnare la beccaccia dorata sudamericana e le altre due specie a generi separati. La beccaccia dorata sudamericana è assegnata al genere Nycticryphes, le altre due al genere Rostratula:
- beccaccia dorata sudamericana (Nycticryphes semicollaris (Vieillot, 1816));
- beccaccia dorata australiana (Rostratula australis (Gould, 1838));
- beccaccia dorata maggiore (Rostratula benghalensis (Linnaeus, 1758)).

La posizione sistematica delle beccacce dorate è risultata dubbia per molto tempo. Sotto molte caratteristiche anatomiche, infatti, ricordano i ralli, mentre esternamente somigliano agli scolopacidi. Tuttavia, vi è anche tutta una serie di caratteristiche che le beccacce dorate condividono con le jacane. Innanzitutto, il dimorfismo sessuale invertito delle beccacce dorate maggiori e australiane, che prevale anche in quasi tutte le specie di jacana. Inoltre, le beccacce dorate e le jacane possiedono entrambe dieci remiganti primarie, mentre tutti gli altri Caradriiformi ne hanno undici.
Oggi si ritiene che le beccacce dorate e le jacane siano sister group. Entrambe vengono talvolta raggruppate in una superfamiglia, Jacanoidea, e questo taxon è a sua volta un sister group dei tinocoridi.

## Rapporti con l'uomo
Dal momento che le beccacce dorate sono di casa anche nelle risaie, vivono vicino all'uomo in molti luoghi. La caccia a questi animali era particolarmente popolare in India durante il dominio coloniale britannico: si trattava di un'attività di puro divertimento, in quanto gli esemplari uccisi non venivano mangiati. In Argentina e Cile, invece, la carne delle beccacce dorate viene consumata, anche se raramente.
La beccaccia dorata sudamericana e quella maggiore, occupando un vasto areale, non sono specie minacciate, anche se quest'ultima è diventata piuttosto rara in alcune località, come in India e in Giappone, probabilmente per problemi correlati principalmente alla progressiva distruzione dell'habitat. La beccaccia dorata australiana, invece, è attualmente in pericolo di estinzione, sempre a causa dello stesso motivo.